# 903
903(구백삼)은 902보다 크고 904보다 작은 자연수다.

## 수학
- 합성수로, 그 약수는 1, 3, 7, 21, 43, 129, 301, 903이다. 진약수의 합은 505이므로, 903은 부족수다.
- 42번째 삼각수다. 앞의 삼각수는 861, 다음 삼각수는 946이다.
- {\displaystyle 85^{2}-1}, {\displaystyle 79^{3}-1}은 903으로 나누어떨어진다.

## 과학
- NGC 903(영어판): 양자리 방향에 있는 렌즈형은하.
- 903 네알라이(영어판): 소행성.

## 교통

### 철도
- 서울 지하철 9호선 공항시장역의 역번호.

### 도로
- 유럽 고속도로 903호선: 스페인 메리다에서 알리칸테까지 이어지는 유럽 고속도로.
- 903번 지방도: 경상북도 성주군 가천면 창천리에서 성주군 금수강산면 영천리까지 이어지는 대한민국의 지방도.

## 군사
- 903형 종합 보급함: 중국 인민해방군 해군의 대형 보급함.
- U-903(영어판): 제2차 세계 대전에 사용된 나치 독일의 군용 잠수함.

## 문화유산
- 대한민국의 보물 제903호: 청자 상감매죽학문 매병

## 기타
- 날짜: 9월 3일
- 연도: 903년, 기원전 903년
- 903 파크 애비뉴(영어판): 미국 뉴욕주 맨해튼에 있는 주거용 건물.